# Werkvoorbereider
Een werkvoorbereider is een persoon die werkzaam kan zijn in tal van verschillende (veelal technische) branches. 
Een werkvoorbereider is verantwoordelijk voor:
- het opstellen van offertes
- het maken van werkinstructies voor productiemedewerkers
- materiaallijsten voor productiemedewerkers
- de inkoop van de benodigde materialen
- de benodigde uren vaststellen
- kostprijscalculatie
- het signaleren van meer- of minderwerk
- contractvorming met onderaannemers, leveranciers en opdrachtgevers
- tekeningen controleren

Een werkvoorbereider moet uit gesprekken met de opdrachtgever afleiden wat de werkinstructies zijn. Een werkvoorbereider moet kennis hebben van het productieproces en zelf tekeningen kunnen maken of de tekeningen die gemaakt zijn door de tekenkamer kunnen aflezen. Vanuit de tekening wordt er een bewerkingsvolgorde opgesteld en gecommuniceerd met de productiemedewerkers. 
Een werkvoorbereider heeft betrekking op het complete vervaardigingproces van een product vanaf de bestelling tot aan de levering.